# Kuorinka
Kuorinka este o arie protejată (arie specială de conservare — SAC, sit de importanță comunitară — SCI) din Finlanda întinsă pe o suprafață de 1.301 ha, integral pe uscat.

## Localizare
Centrul sitului Kuorinka este situat la coordonatele 62°36′41″N 29°24′12″E / 62.6114°N 29.4033°E.

## Înființare
Situl Kuorinka a fost declarat sit de importanță comunitară în august 1998 pentru a proteja un număr necunoscut de specii din flora spontană și fauna sălbatică aflate în arealul zonei. Situl a fost protejat și ca arie specială de conservare în aprilie 2015.

## Biodiversitate
Situată în ecoregiunea boreală, aria protejată conține 1 habitat natural: Ape oligotrofe din câmpii nisipoase, cu un conținut foarte redus de minerale (Littorelletalia uniflorae).
La baza desemnării sitului se află un număr nedeclarat de specii protejate.